# Fernand Gilbert
Fernand Jean Louis Gilbert, né le 2 septembre 1890 dans le 20e arrondissement de Paris et mort le 29 mars 1963 dans le même arrondissement, est un acteur de théâtre et de cinéma français.

## Biographie
Issu d'une famille modeste, Fernand Gilbert monte très tôt sur les scènes de café-concert comme chanteur et comme comédien. Il n'apparait que tardivement à presque 50 ans sur les plateaux de cinéma quelques mois seulement avant le déclenchement de la seconde guerre mondiale.
Ce n'est que deux ans après la fin du conflit que sa carrière cinématographique redémarre avec Le Silence est d'or de René Clair sorti en mai 1947. Son dernier rôle sera celui d'un tueur dans le film Nuits de Pigalle de Georges Jaffé sorti en mai 1959, quatre ans avant son décès.
Mort à l'hôpital Tenon à l'âge de 72 ans, Fernand Gilbert était marié depuis février 1922 avec la chanteuse et comédienne Fernande Andrieux (1901-1986).

## Filmographie
- 1939 : La Boutique aux illusions de Jacques Séverac
- 1946 : Le silence est d'or de René Clair
- 1946 : Rouletabille contre la dame de pique de Christian Chamborant - Proute
- 1947 : Les Aventures des Pieds-Nickelés de Marcel Aboulker - Bébert
- 1947 : La Grande Maguet de Roger Richebé
- 1949 : Tête blonde de Maurice Cam - Le gardien de prison
- 1949 : Histoires extraordinaires de Jean Faurez - Le colporteur
- 1950 : Le Trésor des Pieds-Nickelés de Marcel Aboulker - Le marin
- 1950 : Merci cher maître de Georges Jaffé - court métrage - "Bébé Flanelle"
- 1950 : Le Pédicure chinois de Georges Jaffé - court métrage - Ernest
- 1950 : L'Étrange Madame X de Jean Grémillon
- 1950 : Justice est faite de André Cayatte
- 1950 : La Rue sans loi de Marcel Gibaud - Le capitaine
- 1951 : Anatole chéri de Claude Heymann - Sparadra
- 1951 : Ils sont dans les vignes de Robert Vernay - Filhol
- 1951 : Le Voyage en Amérique de Henri Lavorel - Le client de la banque
- 1952 : La Fête à Henriette de Julien Duvivier - Le chef d'orchestre
- 1952 : Quitte ou double de Robert Vernay
- 1953 : Le Comte de Monte Cristo de Robert Vernay - "Le professeur" dans la seconde époque : La vengeance
- 1953 : Gamin de Paris de Georges Jaffé
- 1953 : Leur dernière nuit de Georges Lacombe - Le bistro
- 1954 : Crime au concert Mayol de Pierre Méré - L'impresario
- 1954 : Nana de Christian-Jaque - Le boucher
- 1954 : Sur le banc de Robert Vernay - Le chef de chantier
- 1955 : Ces sacrées vacances de Robert Vernay - Un voisin
- 1955 : La Rue des bouches peintes de Robert Vernay
- 1956 : Les Lumières du soir de Robert Vernay
- 1958 : Madame et son auto de Robert Vernay
- 1958 : Nuits de Pigalle de Georges Jaffé - Le tueur